# 김유건
김유건(2006년 3월 28일 ~ )은 대한민국의 축구 선수로 포지션은 센터백, 오른쪽 풀백, 오른쪽 윙어이며 현재 J3리그 FC 기후 소속이다.